# Autonomer Kreis Taimyr
Koordinaten: 73° N, 98° O
Der Autonome Kreis Taimyr der Dolganen und Nenzen (russisch Таймырский (Долгано-Ненецкий) автономный округ, Taimyrski (Dolgano-Nenezki) awtonomny okrug) ist ein ehemaliges Föderationssubjekt im Norden Russlands. Am 1. Januar 2007 wurde der Autonome Kreis, wie auch der Autonome Kreis der Ewenken, nach einer Volksabstimmung am 17. April 2005 mit der Region Krasnojarsk vereinigt. In den Grenzen des Autonomen Kreises besteht seither der Taimyrski Dolgano-Nenezki rajon („Rajon Taimyr der Dolganen und Nenzen“).
Der Autonome Kreis umfasste eine Fläche von 862.100 km² und hatte am 1. Januar 2005 39.378 Einwohner.
Das riesige, nahezu menschenleere Gebiet liegt am Nordpolarmeer und umfasst die Taimyrhalbinsel mit dem Byrrangagebirge, die Taimyrsenke und den Norden des Mittelsibirischen Berglandes, das Putorana-Gebirge. Die Nordspitze der Halbinsel, Kap Tscheljuskin, ist der nördlichste nicht auf einer Insel gelegene Punkt der Welt. Die Inselgruppe Sewernaja Semlja gehörte ebenfalls zum autonomen Kreis.
Wichtigste Flüsse sind der Jenissei, die Pjassina und die Chatanga.
Die Kohle- und Erdgasförderung steht in der Region erst in den Anfängen.
Hauptstadt des autonomen Kreises war Dudinka. Die Bergbaustadt Norilsk, die eigentlich auch innerhalb der Gebietsgrenzen lag, gehörte verwaltungstechnisch schon vorher zur Region Krasnojarsk. Die Bevölkerung lebt zur Hälfte in der Hauptstadt Dudinka.

## Bevölkerung
Titularnationen waren die Dolganen und Nenzen, doch stellten die Russen stets die Bevölkerungsmehrheit. Nebst den unten aufgeführten Volksgruppen wurden 2002 noch 239 Aserbaidschaner und 181 Kirgisen gezählt. Die Gesamtbevölkerung betrug 2002 39.786 Personen.
| Dolganen1 | 3.971  | 13,8 % | 3.934  | 11,8 % | 4.344  | 11,4 % | 4.338  | 9,7 %  | 4.939  | 8,9 %  | 5.517  | 13,9 % |
| Nenzen | 2.523  | 8,8 %  | 1.878  | 5,6 %  | 2.247  | 5,9 %  | 2.345  | 5,2 %  | 2.446  | 4,4 %  | 3.054  | 7,7 %  |
| Enzen2 | 2.523  | 8,8 %  | 1.878  | 5,6 %  | 2.247  | 5,9 %  | 2.345  | 5,2 %  | 103    | 0,2 %  | 197    | 0,5 %  |
| Nganasanen3 | 2.523  | 8,8 %  | 682    | 2,0 %  | 765    | 2,0 %  | 746    | 1,7 %  | 849    | 1,5 %  | 766    | 1,9 %  |
| Russen | 16.931 | 59,0 % | 21.799 | 65,3 % | 25.465 | 66,9 % | 30.640 | 68,2 % | 37.438 | 67,1 % | 23.348 | 58,6 % |
| Ukrainer | 1.798  | 6,3 %  | 1.275  | 3,8 %  | 1.795  | 4,7 %  | 3.075  | 6,8 %  | 4.816  | 8,6 %  | 2.423  | 6,1 %  |
| Deutsche | 219    | 0,8 %  | 1.530  | 4,6 %  | 942    | 2,5 %  | 851    | 1,9 %  | 821    | 1,5 %  | 587    | 1,5 %  |
| Tataren | 350    | 1,2 %  | 322    | 1,0 %  | 429    | 1,1 %  | 522    | 1,2 %  | 783    | 1,4 %  | 425    | 1,1 %  |
| Ewenken | 563    | 2,0 %  | 412    | 1,2 %  | 413    | 1,1 %  | 338    | 0,8 %  | 311    | 0,6 %  | 305    | 0,8 %  |
| Weißrussen | 438    | 1,5 %  | 324    | 1,0 %  | 437    | 1,1 %  | 516    | 1,1 %  | 699    | 1,3 %  | 294    | 0,7 %  |
| Andere | 1.918  | 6,7 %  | 1.226  | 3,7 %  | 1.223  | 3,2 %  | 1.582  | 3,5 %  | 2.598  | 4,7 %  | 2.870  | 7,2 %  |
| Einwohner | 28.711 | 100 %  | 33.382 | 100 %  | 38.060 | 100 %  | 44.953 | 100 %  | 55.803 | 100 %  | 39.786 | 100 %  |
| 1 1939 und 1959 wurden die Dolganen als Jakuten gezählt 2 1939–1979 wurden die Enzen als Nenzen gezählt 3 1939 wurden die Nganasanen als Nenzen gezählt |        |        |        |        |        |        |        |        |        |        |        |        |

## Verwaltungsgliederung
(Einwohner am 1. Januar 2005)
| Stadtkreis      | Einwohner | Stadtbevölkerung | Landbevölkerung |                 |
| --------------- | --------- | ---------------- | --------------- | --------------- |
| Dudinka         | 27.503    | 25.228           | 2.275           |                 |
| Rajon           | Einwohner | Stadtbevölkerung | Landbevölkerung | Verwaltungssitz |
| Chatangski      | 6.891     | —                | 6.891           | Chatanga        |
| Diksonski       | 882       | 882              | —               | Dikson          |
| Ust-Jenissejski | 4.102     | —                | 4.102           | Karaul          |

Die Gliederung des Gebietes in drei Rajons und einen Stadtkreis entfiel mit der Umwandlung des Autonomen Kreises in einen Rajon der Region Krasnojarsk.

## Städte und städtische Siedlungen
| Stadt   | Russischer Name | Einwohner (1. Jan. 2005) |
| ------- | --------------- | ------------------------ |
| Dudinka | Дудинка         | 25.228                   |
| Dikson  | Диксон          | 882                      |